# Maria, Jesu mor (film)
Maria, Jesu mor (eng: Mary, Mother of Jesus) är en amerikansk TV-film från 1999 i regi av Kevin Connor. Filmen berättar historien om Jesus genom hans mor, Marias ögon. I huvudrollerna ses Christian Bale, Pernilla August, Melinda Kinnaman, David Threlfall och Simone Bendix.

## Rollista i urval
- Christian Bale - Jesus från Nasaret
- Pernilla August - Maria från Nasaret
- Melinda Kinnaman - Maria som ung
- David Threlfall - Josef från Nasaret
- Simone Bendix - Maria Magdalena
- Robert Addie - Pontius Pilatus
- John Shrapnel - Simon
- Edward Hardwicke - Sakarias
- Hywel Bennett - Herodes
- Geraldine Chaplin - Elisabet
- Toby Bailiff - Jesus som barn
- Michael Mears - Johannes
- Mark Jax - Petrus
- Anna Mathias - Anna
- Crispian Belfrage - Jakob
- Christopher Routh - Johannes Döparen
- Antal Konrád - värdshusvärd
- Judy Cornwell - värdshusvärdens hustru
- Andrew Grainger - Barrabas
- John Light - Ärkeängeln Gabriel
- David Schofield - Micah
- Iván Darvas - Silas
- Christopher Lawford - Reuben